# Sometimes (Grey Daze)
Sometimes è un singolo del gruppo musicale statunitense Grey Daze, pubblicato il 3 aprile 2020 come terzo estratto dal primo album di remix Amends.

## Descrizione
Il brano è stato scritto dal frontman Chester Bennington nel 1994 e fu originariamente incluso nell'album di debutto Wake Me, venendo inciso nuovamente tre anni più tardi per il successivo ...No Sun Today, dal quale provengono le parti vocali. Riguardo al brano, il batterista Sean Dowdell ha dichiarato:

## Video musicale
In concomitanza con il lancio del singolo, i Grey Daze hanno pubblicato un lyric video, diretto da Zev Deans e mostrante una chat nella quale vengono mostrate le parole del brano.

## Tracce
Testi di Chester Bennington e Sean Dowdell, musiche di Chester Bennington, Sean Dowdell, Jason Barnes e Jonathan Krause, eccetto dove indicato.
1. Sometimes – 3:26
2. Sickness – 2:51 (musica: Chester Bennington, Sean Dowdell, Mace Beyers, Bobby Benish)
3. What's in the Eye – 3:25

## Formazione
Gruppo
- Chester Bennington – voce
- Sean Dowdell – batteria, cori
- Mace Beyers – basso
- Cristin Davis – chitarra

Altri musicisti
- Chris Traynor – chitarra aggiuntiva
- Jamie Muhoberac – tastiera aggiuntiva

Produzione
- Chris Traynor – produzione
- Kyle Hoffman – produzione, registrazione
- Grey Daze – coproduzione
- Jay Baumgardner – produzione esecutiva, missaggio
- Adam Schoeller – assistenza alla registrazione
- Andrea Roberts – assistenza al missaggio
- Ted Jensen – mastering